# Manuel Mengis
Manuel Mengis (* 4. Februar 1972 in Visp, Kanton Wallis) ist ein Schweizer Jazztrompeter, Komponist, Maler und Bergführer.

## Leben und Wirken
Mengis erhielt seine Ausbildung an der Hochschule Luzern und gewann mehrere Preise und Auszeichnungen, darunter den ZKB Jazzpreis 2006 und die Pro Helvetia Jazz Prioritär-Förderung 2008–2011. Er ist hauptsächlich im Bereich der improvisierten Musik tätig, wirkt aber auch bei E-Musik- und Theaterprojekten mit. 2015 begann er mit der Malerei. 2019 schloss er den Master in Contemporary Arts Practice an der HKB in Bern ab. Als Musiker Gasttourneen durch Mittel-, Ost- und Südeuropa. Manuel Mengis arbeitete unter anderem mit Musikern wie Hans-Peter Pfammatter, Roberto Domeniconi, Christoph Coburger, Flo Stoffner, Flo Götte, Martin Schütz, Samuel Rohrer, Lucas Niggli, Gerry Hemingway, Philipp Schaufelberger, Marcel Papaux, Hans Koch, Bruno Spoerri, Saadet Türköz, Arthur Blythe, Harald Haerter, Barry Guy, Rudi Mahall, Javier Hagen, Lionel Friedli, Christian Weber und Julian Sartorius zusammen. Als Gründungsmitglied der IGNM-VS wirkt er seit 2011 im Vorstand der IGNM-VS resp. des internationalen Festivals für Neue Musik Forum Wallis mit.

## Diskographische Hinweise
- Manuel Mengis Gruppe 6: Into the Barn (HatHut Records, 2006)
- Manuel Mengis Gruppe 6: The Pond (HatHut Records, 2008)
- Manuel Mengis Gruppe 6: Dulcet Crush (HatHut Records, 2009)
- Fat Son: Fat Son (Unit Records, 2013)
- Le Pot: She (Everest Records, 2014)
- Le Pot: Hera (Everest Records, 2015)
- Le Pot: Zade (Everest Records, 2016)